# M61 Vulcan
M61 "Hỏa thần" là loại pháo Gatling 6 nòng, được Không quân Hoa Kỳ sử dụng suốt năm thập kỷ qua.

## Phát triển
Cuối Chiến tranh thế giới thứ hai, với sự phát triển của động cơ phản lực, máy bay đã đạt được tốc độ cao chưa từng thấy, việc bắn trúng các mục tiêu trở nên vô cùng khó khăn. Lúc này, quân đội Mỹ muốn có một thứ vũ khí có nhịp bắn cao nhưng phải đáng tin cậy. Để trả lời cho bài toán này, công ty General Electric (GE) của Mỹ đã phục hồi lại ý tưởng về súng nhiều nòng của Richard Jordan Gatling. Súng nòng quay Gatling đòi hỏi một nguồn ngoại lực để quay các nòng súng liên tục. Thế hệ động cơ phản lực máy bay mới hứa hẹn cung cấp đủ điện năng để vận hành súng và đảm bảo độ tin cậy cho một vũ khí hoạt động bằng khí trích. Tuy nhịp bắn mỗi nòng thấp hơn pháo một nòng xoay nhưng tổng nhịp bắn của pháo nhiều nòng lại cao hơn.
Năm 1946, quân đội Mỹ đưa ra một hợp đồng với GE cho "Dự án Hỏa thần", loại súng 6 nòng có thể bắn 6000 trái đạn 20 mm trong 1 phút. Mẫu thử nghiệm T-171 đã được bắn thử vào năm 1949.
Pháo Hỏa thần (tiền thân của M61) gặp vấn đề với đai nối đạn, thường bị nghiêng và bị dập khi bắn. Hệ thống nạp đạn không có đai nối được phát triển cho M61A1. Nay M61A1 là phi pháo tiêu chuẩn của máy bay tiêm kích Mỹ, có khả năng vẫn tiếp tục phục vụ trong vài thập kỷ nữa.

## Mô tả
Mỗi nòng pháo đều bắn 1 phát trong mỗi vòng xoay của cụm nòng. Nhiều nòng khiến cỗ pháo đạt tới nhịp bắn rất cao (100 phát mỗi giây), đồng thời giảm thiểu tối đa sự mòn vẹt và nhiệt năng phát sinh. 10000 phát bắn là giới hạn để súng không kẹt hoặc hoạt động không như mong muốn.

## Bất lợi
Mặc dù đáng tin cậy và có nhịp bắn "khủng khiếp", những ý kiến phê phán M61 đang tăng trong những năm gần đây do hiệu suất hạn chế của nó. Đặc trưng đạn đạo của loại đạn 20 mm là mất năng lượng nhanh, sức công phá và độ chính xác đều thua loại đạn 25–30 mm của châu Âu. Những nỗ lực phát triển các loại đạn lớn hơn của không lực Mỹ để thay thế M61 vẫn chỉ đạt được những kết quả rất hạn chế.
Một điểm đáng phàn nàn nữa của các loại súng Gatling là chúng mất 0.5 giây để khởi động tới tốc độ quay tối đa. Trong 1 giây đầu, pháo chỉ bắn được 70-75 phát và các chuyên gia cho rằng điều đó đã làm mất điểm lợi thế của loại súng này trước các loại pháo ổ quay

## Thông số

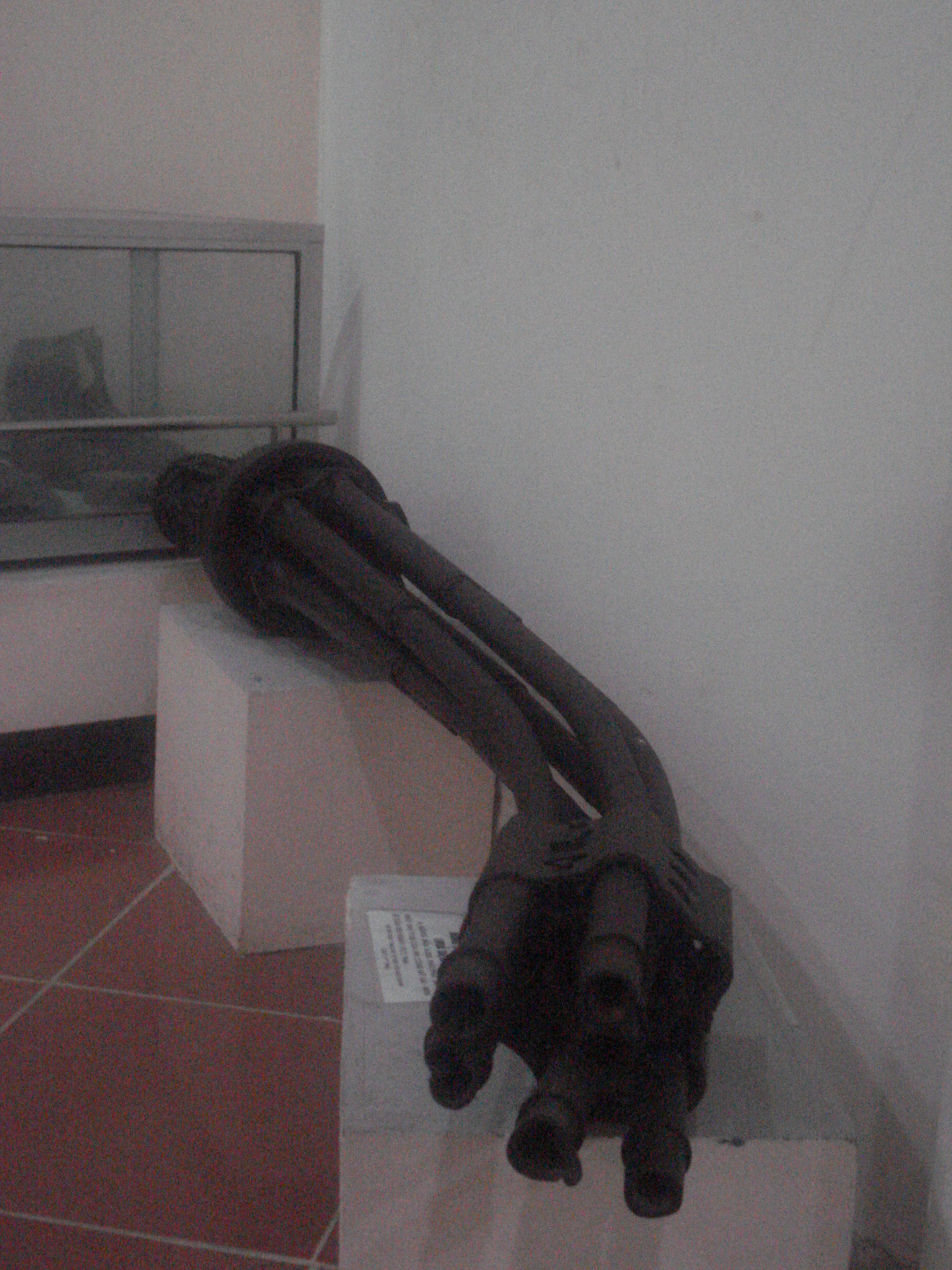
Xác một cỗ M61 Vulcan hỏng tại Bảo tàng Phòng không-không quân Hà Nội

- Loại: pháo nòng quay Gatling
- Cỡ nòng: 20 mm
- Chiều dài: 1.88 m
- Khối lượng: 112 kg
- Nhịp bắn: 6000 phát/phút
- Sơ tốc đầu nòng: 1050 m/s
- Khối lượng đạn: 100 g